# Biscarrués
Biscarrués ist eine spanische Gemeinde mit 187 Einwohnern (Stand: 2024) in der Provinz Huesca der Autonomen Region Aragonien.
Biscarrués befindet sich in der Comarca Hoya de Huesca. Es liegt auf 472 m Höhe im Somontano, etwa 29 km westnordwestlich von Huesca entfernt am Río Gallego. 

## Bevölkerungsentwicklung
| 1900 | 1910 | 1930 | 1940 | 1950 | 1960 | 1970 | 1981 | 1986 | 1992 | 1999 | 2004 | 2011 | 2020 |
| ---- | ---- | ---- | ---- | ---- | ---- | ---- | ---- | ---- | ---- | ---- | ---- | ---- | ---- |
| 654  | 620  | 744  | 797  | 689  | 553  | 350  | 289  | 263  | 265  | 232  | 232  | 223  | 182  |

## Sehenswürdigkeiten
- Kirche Mariä Himmelfahrt aus dem 18. Jahrhundert, Turm aus dem 12. Jahrhundert
- Kirche von San Babil
- Einsiedelei Santa Quiteria aus dem Jahre 1748

## Gemeindepartnerschaft
Mit der französischen Gemeinde Escout im Département Pyrénées-Atlantiques in Neuaquitanien besteht eine Partnerschaft.

## Persönlichkeiten
- Jesus Maria Perez Loriente (* 1930), Basketballspieler